# Lycophidion
Lycophidion (вовча змія) — рід змій родини Lamprophiidae. Представники цього роду мешкають в Африці на південь від Сахари.

## Опис
Вовчі змії ведуть нічний спосіб життя і живляться дрібними сплячими ящірками. Пласкі голови і великі вигнуті зуби допомагають їм діставати ящірок з їх нір. Вовчі змії відкладають яйця, в кладці у них 3-10 яєць.

## Види
Рід Lycophidion нараховує 23 види:
- Lycophidion acutirostre Günther, 1868
- Lycophidion albomaculatum Steindachner, 1870
- Lycophidion capense (A. Smith, 1831)
- Lycophidion chirioi Trape, 2021
- Lycophidion depressirostre Laurent, 1968
- Lycophidion hellmichi Laurent, 1964
- Lycophidion irroratum (Leach, 1819)
- Lycophidion jacksoni Boulenger, 1893
- Lycophidion laterale Hallowell, 1857
- Lycophidion meleagre Boulenger, 1893
- Lycophidion multimaculatum Boettger, 1888
- Lycophidion namibianum Broadley, 1991
- Lycophidion nanum (Broadley, 1958)
- Lycophidion nigromaculatum (W. Peters, 1863)
- Lycophidion ornatum Parker, 1936
- Lycophidion pembanum Laurent, 1968
- Lycophidion pygmaeum Broadley, 1996
- Lycophidion semiannule W. Peters, 1854
- Lycophidion semicinctum A.M.C. Duméril, Bibron & A.H.A. Duméril, 1854
- Lycophidion taylori Broadley & Hughes, 1993
- Lycophidion tchadensis Trape, 2021
- Lycophidion uzungwense Loveridge, 1932
- Lycophidion variegatum Broadley, 1969

## Етимологія
Наукова назва роду Lycophidion походить від сполучення слів дав.-гр. λυκος — вовк і οφιδιον — змійка.